# Мисисипска низина
Мисисипската низина (на английски: Mississippi Alluvial Plain) е низина в южната част на Съединените американски щати, по долното течение на река Мисисипи, част от Крайбрежната низина на Мексиканския залив.
Низината включва делтата на река Мисисипи, разположена на юг в щата Луизиана, области на десния западен бряг на реката в щатита Луизиана, Арканзас и Мисури и най-западните крайбрежни части на Тенеси и Кентъки на левия бряг на реката. Към Мисисипската низина понякога се отнася и разположената на левия бряг на реката област в щата Мисисипи, наричана Делта на Мисисипи.